# Comando Operacional do Continente

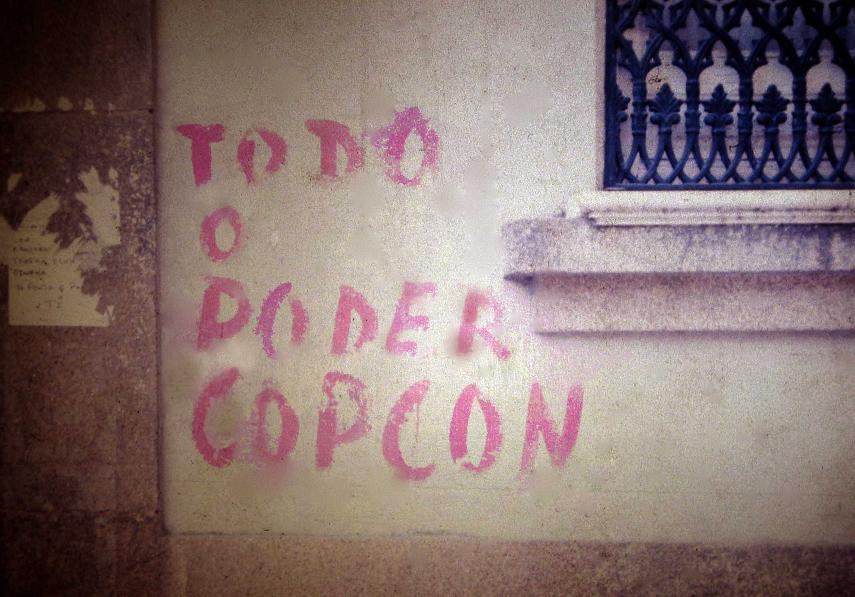
"Todo o poder COPCON", pintura mural de 1975.

O Comando Operacional do Continente (COPCON) foi um comando das Forças Armadas Portuguesas, criado com o objetivo de criar condições para que aquelas pudessem garantir o cumprimento dos objetivos do seu programa, apresentado à Nação no 25 de abril de 1974, tendo como área territorial de responsabilidade o teatro de operações de Portugal continental. O COPCON existiu durante o período que se seguiu à revolução de 25 de Abril de 1974, sendo associado à chamada "esquerda revolucionária" e consequentemente extinto após o golpe de 25 de novembro de 1975.
O COPCON foi formalmente criado em 8 de julho de 1974 por decreto-lei assinado pelo Presidente da República António de Spínola, com o objetivo de fazer cumprir as novas condições criadas pela Revolução dos Cravos, através da "manutenção e restabelecimento da ordem, em apoio das autoridades civis e a seu pedido", e intervir "quando se verifiquem situações internas de ameaça à paz e tranquilidade públicas", situações cuja necessidade de intervenção do COPCON nominalmente competiria ao Presidente da República, o que não se veio a verificar em eventos chave, dadas as divergências do Movimento das Forças Armadas (MFA) com Spínola.
Como comando, o COPCON não era uma força, mas sim um quartel-general. Tinha um peso sobre a parte de operações e de informações, especificamente do continente, detendo a possibilidade de comando operacional de todas as forças do Exército, mas especialmente de forças de intervenção. Dependendo do continuado aval do seu comandante nominal, o Chefe do Estado-Maior-General das Forças Armadas (CEMGFA), para lhe serem atribuídas forças, tinha a possibilidade de recorrer a forças especiais militares (como os fuzileiros, paraquedistas, comandos e polícia militar), ou a regulares, como os regimentos de Infantaria Operacional de Queluz e de Artilharia de Lisboa (RALIS).
O seu comandante era o major Otelo Saraiva de Carvalho (graduado para o efeito em brigadeiro), que acumula com o comando da Região Militar de Lisboa, assumindo-se como um dos dinamizadores do Processo Revolucionário em Curso, apoiando as ações da "esquerda revolucionária".
Este comando veio a ganhar protagonismo após a tentativa de golpe de 11 de março de 1975 e, durante quase todo o período do PREC, o seu comandante Otelo fez parte dos órgãos dirigentes do Conselho da Revolução instituído em 14 de março de 1975.

## Precedentes
No seio do Movimento das Forças Armadas (MFA), o que viria a ser o COPCON foi constituído a seguir ao 25 de Abril, com o nome de Comando de Coordenação e Controlo Operacional (CCCO), integrada na Junta de Salvação Nacional de Spínola, tendo comando referente à manutenção da ordem do novo regime, que incluiria a captura de membros da então extinta polícia política PIDE/DGS.

## Actuação
Segundo Otelo, o COPCON era um comando-chefe que, usando a experiência da Guerra do Ultramar, congrega as todas as forças do Exército e algumas forças de intervenção da Marinha e Força Aérea. Destinava-se a fazer cumprir o programa do MFA e a ordem pública por ele ditada, podendo colaborar congregando a GNR e PSP se necessário.
Durante o PREC, o COPCON ficou associado à defesa do "poder popular", tendo apoiado as ocupações de casas pelos moradores de barracas e de empresas pelos seus trabalhadores. 

"Começa a haver uma grande desresponsabilização de quem exerce outras funções, sobretudo governativas, e começam-nos a chegar problemas gravíssimos, laborais, sociais, às vezes até pessoais e de saúde. Por exemplo, começam a fugir empresários, que fecham as empresas e levam o dinheiro, os trabalhadores vão ao Ministério do Trabalho e de lá mandam-nos para o COPCON! E eu, nós, assumimos isso. Talvez não o devêssemos ter feito, o que me teria livrado de uma grande carga de trabalhos"
- Otelo Saraiva Carvalho
Uma das partes mais controversas da sua ação foi a emissão de vários mandados de captura em branco nas imediações e no seguimento da manifestação da Maioria silenciosa no 28 de setembro, contra figuras de direita e/ou associadas ao antigo regime, ou com acusações de sabotagem económica, mas sem que existisse qualquer acusação formal. Prisões que, apesar das críticas, se revigoraram após 11 de março.
O seu quartel no Forte do Alto do Duque era um dos seguintes alvos militares da Intentona de 11 de Março de 1975, mas não sofreu mais do que "voos de intimidamento", aos quais os operacionais do COPCON reagiram com disparos.
A 12 de março, na embaixada alemã que albergava temporariamente golpistas da GNR, o seu embaixador Fritz Caspari ao sair do edifício é forçosamente travado por uma “multidão em fúria”, que lhe revista o carro. Os militares do COPCON presentes não só não impedem o desacato diplomático, como mantém os passageiros do carro sob mira das suas pistolas-metralhadoras. Sobre o comportamento das tropas do COPCON, o governo viria em tom de desculpa confessar ao embaixador a sua incapacidade de garantir "a obediência das tropas".
No mesmo dia, um entrevistador pergunta a Otelo conspirativamente se um "certo senhor ligado ao imperialismo internacional" que tem "agravado as crises portuguesas" e realizado "ataques frontais ao MFA", com veladas referências ao que teria "feito pelos países onde andou", deveria ser deixado actuar livre e "impunemente". Otelo concorda e declara que o governo deveria aconselhar Frank Carlucci, embaixador estado-unidense, a "abandonar o país, até para segurança pessoal", que não a poderia "garantir".. Mais tarde, o governo viria a desculpar-se pelas afirmações de Otelo, mas este confirmaria a sua sinceridade em conversa com o próprio embaixador. De seguida, relembrado pelo estado-unidense do seu dever de garantir a segurança pública, destacaria homens do COPCON para a residência de Carlucci.
Famosa, ficou também a prisão de cerca de 400 militantes do MRPP, a 28 de Maio de 1975.
Em agosto de 1975, surge o chamado “Documento dos Nove” também conhecido como "Documento Melo Antunes". Em resposta, com autoria de Mário Tomé, os oficiais do COPCON, ainda com a intervenção, entre outros, de Carlos Antunes e Isabel do Carmo publicaram o documento “Autocrítica revolucionária do Copcon/Proposta de trabalho para um programa político”. Este propunha um modelo assente no poder popular basista e viria a ter o apoio do PRP/BR, do MES e da UDP.

## Cessação de actividade
Em setembro de 1975 é esvaziado de funções com a criação do AMI (Agrupamento Militar de Intervenção) e em 20 de Novembro, Otelo é substituído no comando da Região Militar de Lisboa por Vasco Lourenço.
Além de Otelo, fizeram parte desta organização João Pedro Tomás Rosa (mais tarde administrador da RTP e ministro do Trabalho do VI Governo Provisório) e Eurico Corvacho (comandante da Região Militar do Norte e representante do COPCON no Norte).